# 加德纳礁

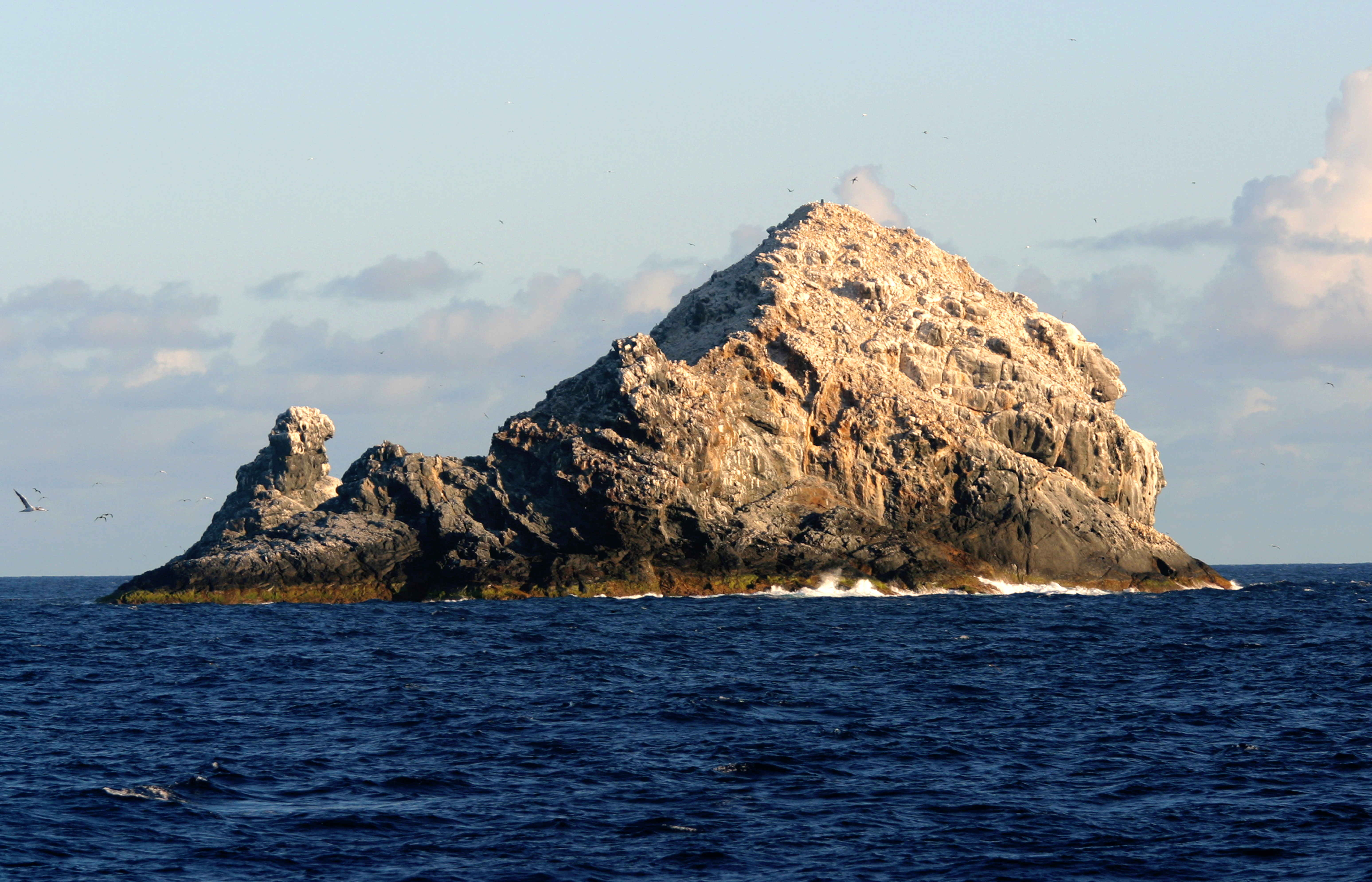
加德纳礁

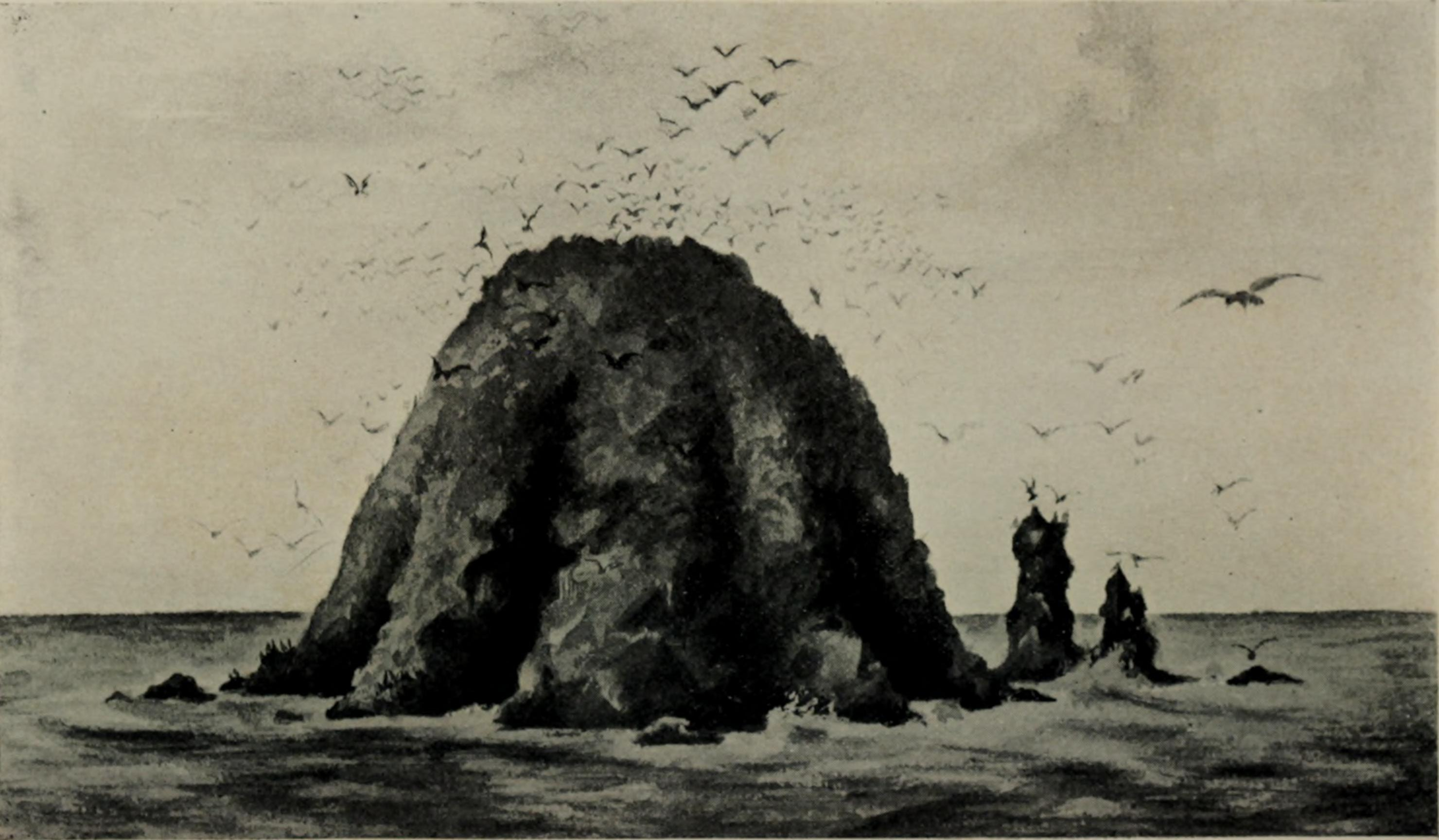
1909年畫作，來自夏威夷報歷史圖檔

加德纳礁（英語：Gardner Pinnacles）是北太平洋的兩個岩石裸露，由暗礁圍繞的島礁，屬於西北夏威夷群島。在檀香山西北方511海里，距離法艦環礁94海里。
加德纳礁是目前地質上已發現最大的盾狀火山，面積24030平方公里，最高峰52公尺。周圍的暗礁超過1904平方公里。兩座尖石是該火山最後殘餘。

## 命名
夏威夷语：意為海龜出水面換氣。
1820年捕鯨船马罗號船員發現該島，取名英語：，英語有Gardner Rock和Gardner Island等別稱。同一組人也發現另一處環礁，並依該船取名马罗礁，英語：。